# 99 BLUES
「99 BLUES」（ナインティナイン ブルース）は、佐野元春24作目のシングル。1987年6月3日にEPIC・ソニー / M's Factoryから発売された。

## 概要
アルバム『Café Bohemia』からのシングルカットで、12inchシングル第1弾。
2006年に発売されたアルバム発売20周年記念盤『The Essential Café Bohemia』に2曲とも初めてCD化された。

## 収録曲
- 全作詞・作曲・編曲：佐野元春

1. 99 BLUES -Extended Mix-
Remixed by John 'Tokes' Potoker
2. 月と専制君主 -Extended Mix-
Remixed by Nigel Gray